# Abbandono dello Space Shuttle
L'Abbandono dello Space Shuttle è una decisione intrapresa dalla NASA nel 2005 per iniziare una nuova fase nell'esplorazione spaziale chiamata Programma Constellation. 

## Una nuova fase: "Vision for Space Exploration"
Dopo il disastro dello Space Shuttle Columbia, l'allora Presidente degli Stati Uniti George W. Bush emanò un documento intitolato "Vision for Space Exploration" dove la NASA veniva incaricata di intraprendere con rinnovato slancio l'esplorazione umana della Luna, di Marte e di ulteriori destinazioni. Nelle nuove direttive vennero specificati gli obiettivi riguardanti i velivoli necessari a sostenere le future esplorazioni. 
Tra gli obiettivi per il nuovo programma di esplorazione:
1. implementare un programma umano e robotico sostenibile per esplorare il Sistema solare ed oltre
2. estendere la presenza dell'uomo nel Sistema solare, iniziando con il ritorno dell'uomo sulla Luna per l'anno 2020, in preparazione per l'esplorazione umana di Marte e di altre destinazioni
3. sviluppo di tecnologie, conoscenze ed infrastrutture innovative sia per l'esplorazione che per il supporto di decisioni riguardanti le destinazioni dell'esplorazione umana
4. promuovere la partecipazione commerciale ed internazionale nell'esplorazione per ulteriori interessi statunitensi scientifici, nella sicurezza ed economici

In particolare, per i nuovi veicoli spaziali che dovranno implementare questi obiettivi era richiesto di:
- Sviluppare un nuovo veicolo di esplorazione con equipaggio (Crew Exploration Vehicle) per le missioni oltre l'orbita terrestre bassa;
- Condurre il test iniziale di volo prima del termine di questo decennio per ottenere la capacità operativa per il supporto di missioni umane di esplorazione non oltre il 2014
- Separare, per quanto è possibile, il trasporto dell'equipaggio dal trasporto di materiali verso la Stazione Spaziale internazionale e per il lancio di missioni di esplorazione oltre l'orbita bassa terrestre
- Acquisire la capacità di trasporto cargo appena essa sia pratica e conveniente per sostenere le missioni da e verso la Stazione Spaziale Internazionale
- Acquisire la capacità di trasporto dell'equipaggio da e verso la Stazione Spaziale Internazionale, come richiesto, dopo il ritiro dello Space Shuttle dal servizio

Le nuove direttive emanate implicavano dunque un preciso cambio di strategia, orientato completamente all'esplorazione umana della Luna e di Marte. Poiché lo Space Shuttle non è stato progettato per missioni oltre l'orbita bassa terrestre, era necessario riprogettare una famiglia di veicoli e di vettori per condurre esplorazioni umane. La NASA iniziò uno studio per studiare l'architettura di questo complesso di velivoli e di tecnologie in grado di intraprendere una nuova era di esplorazione. Lo studio, intitolato "Exploration Systems Architecture Study" fu terminato a luglio 2005.  
Il concetto alla base dello Space Shuttle è stato chiaramente abbandonato, sia per la diminuzione di interesse degli Stati Uniti nella Stazione Spaziale Internazionale, sia per il forte orientamento di obiettivi situati oltre l'orbita bassa terrestre. 

## Motivazioni per l'abbandono

### Problemi dello Space Shuttle
Una delle ipotesi alla base del programma Space Shuttle era costituita dal minor costo di un velivolo riutilizzabile rispetto ad un velivolo standard. Tuttavia le previsioni di costo non si avverarono, sia nella fase di sviluppo (dove aumentarono da 5,2 a 19,5 miliardi di dollari) che nella fase operativa, dove ogni volo sarebbe dovuto costare 10,5 milioni di dollari e nel 2005 invece comportava una spesa di circa 500 milioni di dollari a lancio.

### Impiego dello Shuttle per raggiungere la Luna
Le modifiche per spingere uno Shuttle sulla Luna richiederebbero notevoli sforzi progettuali. In particolare, lo Space Shuttle giunge in orbita con l'impiego di tutta la spinta dei tre propulsori principali, alimentati dall'idrogeno e dall'ossigeno presenti nel serbatoio esterno e dalla spinta del razzi a combustibile solido. In orbita lo Shuttle può solo utilizzare dei piccoli propulsori di manovra, che permettono all'orbiter di correggere la traiettoria verso la Stazione Spaziale e modificare l'orbita per rientrare nell'atmosfera. Quindi servirebbe un vettore o dei propulsori più potenti per inserire la navetta in una traiettoria di inserimento trans-lunare. In una missione lunare, lo Space Shuttle potrebbe essere impiegato per trasportare un modulo orbitale, un modulo di accesso alla superficie lunare e un piccolo vettore sulla Stazione Spaziale Internazionale, dove verrebbero assemblati e da lì partire verso la Luna. Lo Shuttle rimarrebbe attraccato alla Stazione Spaziale, e gli astronauti al ritorno dalla Luna lo impiegherebbero per tornare sulla Terra.
Un altro problema di difficile soluzione consiste nel rientro atmosferico di un eventuale Shuttle in ritorno dalla Luna. Il sistema di protezione termica dello Space Shuttle è progettato per resistere ad una velocità di rientro di 7823 m/s, mentre il rientro atmosferico delle capsule Apollo è molto più veloce, pari a 11000 m/s (36.090 ft/sec). Lo scudo termico dello Shuttle non potrebbe sopportare una tale velocità, e un rallentamento della velocità di rientro comporterebbe l'impiego di una grande quantità di carburante. Attualmente lo Space Shuttle effettua un rallentamento molto inferiore a quello richiesto quando deve modificare l'orbita per rientrare a Terra.
La capsula Apollo possedeva degli scudi termici ablativi, che hanno performance molto superiori rispetto a quello dello Shuttle, con l'inconveniente di non essere riutilizzabili: lo scudo termico ablativo infatti si consuma letteralmente durante il rientro.